# Thijs Reuten
Thijs Reuten (ur. 1 stycznia 1974 w Bussum) – holenderski polityk, konsultant i samorządowiec, poseł do Parlamentu Europejskiego IX i X kadencji.

## Życiorys
Studiował stosunki międzynarodowe na Uniwersytecie Amsterdamskim. Zaangażował się w działalność polityczną w ramach Partii Pracy. Był radnym dzielnicy Zuideramstel i radnym miejskim w Amsterdamie. Pracował jako asystent polityczny w resorcie spraw zagranicznych, współpracując z Fransem Timmermansem. W 2010 został członkiem władz wykonawczych dzielnicy Amsterdam-Oost, gdzie zajmował się kwestiami mieszkalnictwa i budownictwa. W 2018 zajął się prowadzeniem własnej działalności w branży konsultingowej. W latach 2020–2021 kierował działem politycznym organizacji Global Reporting Initiative.
W maju 2019 kandydował na eurodeputowanego. Mandat posła do PE IX kadencji objął w kwietniu 2021, zastępując Kati Piri. W 2024 utrzymał go na kolejną kadencję Europarlamentu, gdy Hedy d’Ancona po ogłoszeniu wyniku wyborów odmówiła jego objęcia.